# Howard Lotsof
Howard S. Lotsof (* 1. März 1943 in der Bronx, New York; † 31. Januar 2010 auf Staten Island, New York)  entdeckte 1962 in New York durch Zufall im Selbstversuch die suchtunterbrechenden Eigenschaften des Ibogain und setzte sich seitdem für die Erforschung und medizinische Anwendung dieser – in den USA verbotenen – Substanz ein.
Seit 1985 war er im Besitz von Patenten zur Behandlung stoffgebundener Abhängigkeiten mit Ibogain.